# Novena batalla del Isonzo
La Novena batalla del Isonzo fue una Ofensiva Italiana contra Austria-Hungría durante la Primera Guerra Mundial. Incluyó un triunvirato de batallas lanzadas tras la exitosa toma de Gorizia por parte de los italianos en agosto de 1916 para ampliar su Cabeza de puente a la izquierda del pueblo, pero acabó en un nuevo fracaso para el Jefe del Estado Mayor Luigi Cadorna.
La batalla empezó con un ataque en Vrtojba y en las zonas norte y central de las mesetas del Carso.Con la novena batalla librada del 1 al 4 de noviembre de 1916, el total de bajas combinadas de las tres batallas enlazadas resultó ser lo suficientemente elevado como para que cada ataque fuera de corta duración (menos de una semana cada una). Los Italianos sufrieron 75.000 bajas y los Austro-Húngaros 63.000.
Como siempre, a lo largo del Soča (Isonzo), El Ejército Austro-Húngaro dominó el terreno montañoso, lo que supuso una formidable barrera natural a los intentos de los italianos de lograr un avance. Cadorna pretendía asegurar ese avance tras la toma de Gorizia durante la Sexta batalla del Isonzo, pero en vez de ello la guerra de desgaste se aceleró.
Ninguno de los dos bandos podía permitirse las bajas sufridas, pero los Austro-Húngaros, en particular, veían sus líneas defensivas cada vez más estiradas. Conscientes de ello continuaron pidiendo ayuda militar a su aliado alemán en el sector, Cuando los alemanes finalmente accedieron (intuyendo el posible colapso de la posición Austro-Húngara) formaron una fuerza combinada a tiempo para la Duodécima Batalla del Isonzo, Los resultados fueron dramáticos.
Sin embargo, con la novena batalla suspendida por el fracaso del 4 de noviembre de 1916 y los italianos innegablemente debilitados  por las continuas operaciones ofensivas a lo largo del año,- 1916 se habían producido 5 operaciones en el Isonzo además de las 4 emprendidas el año anterior-, se tomó un largo descanso durante el invierno.

Las Operaciones continuaron con la Décima batalla del Isonzo del 12 de mayo hasta el 8 de junio de 1917

## Otras lecturas
- Schindler, John R. (2001). Isonzo: The Forgotten Sacrifice of the Great War. Praeger. ISBN 0275972046. OCLC 44681903.